# Huppy
Huppy település Franciaországban, Somme megyében. Lakosainak száma 747 fő (2022. január 1.). Huppy Béhen, Doudelainville, Ercourt, Grébault-Mesnil, Huchenneville, Limeux és Saint-Maxent községekkel határos.

## Népesség
A település népességének változása:
| Lakosok száma | 811  | 826  | 831  | 785  | 764  | 755  | 745  | 738  | 747  |
|               | 2013 | 2015 | 2016 | 2017 | 2018 | 2019 | 2020 | 2021 | 2022 |